# Vaniv, Sokal
Vaniv (în ucraineană Ванів) este localitatea de reședință a comunei Vaniv din raionul Sokal, regiunea Liov, Ucraina.

## Demografie
Componența lingvistică a localității Vaniv
     Ucraineană (99,54%)
     Alte limbi (0,34%)
Conform recensământului din 2001, majoritatea populației localității Vaniv era vorbitoare de ucraineană (99,54%), existând în minoritate și vorbitori de alte limbi.